# Лассаль, Хосе
Хосе Лассаль (исп. José Lassalle; 1 января 1874, Мадрид — 9 октября 1932, Мадрид) — испанский дирижёр.
Сын француза и испанки, по материнской линии племянник органиста из Валенсии. Получил филологическое образование в Мадридском университете, в 20-летнем возрасте защитив диссертацию; непродолжительное время преподавал арабский язык в Гранаде, публиковался как музыкальный критик в газете Heraldo de Madrid, в 1899 году был музыкальным обозревателем журнала Revista Nueva, основанного Луисом Руисом Контрерасом. Затем отправился в Мюнхенскую консерваторию учиться музыке, среди его наставников были Людвиг Тюйе, Эрманно Вольф-Феррари и Макс Регер. В 1903 году дебютировал как дирижёр в Мюнхене с Оркестром Кайма, затем руководил в Мюнхене собственным оркестром. В 1907 году основал в Барселоне филармонический оркестр, специализировавшийся на немецком репертуаре.
В 1910-х гг. много работал в Российской империи. В 1911 году дирижировал двумя концертами Императорского Русского музыкального общества, в одном исполнялись Шотландская фантазия для скрипки с оркестром Макса Бруха и симфония «В лесу» Йозефа Иоахима Раффа, в другом — концерт для скрипки с оркестром Людвига ван Бетховена (солировал Фриц Крейслер) и Первая симфония Густава Малера. Вообще к произведениям Малера и Антона Брукнера Лассаль, как считалось, питал особенное пристрастие.
Женился на русской певице Марии Кузнецовой, поставил для неё в Санкт-Петербурге оперы Жюля Массне «Таис» и «Клеопатра». В 1918 году вместе с женой покинул Россию, через Швецию вернувшись в Испанию. Некоторое время вновь работал в Барселоне, в 1920 году основал свой оркестр в Мадриде, на этот раз в значительной степени посвятив себя новой испанской музыке; в 1923 году с оркестром Лассаля дебютировал испанский пианист Леопольд Кероль.
Племянник — дирижёр Сесар де Мендоса Лассаль.